# Georg Winkler (Maler)
Georg Winkler (* 27. November 1879 in München; † 1952 in Regensburg) war ein deutscher Maler und Grafiker.

## Leben

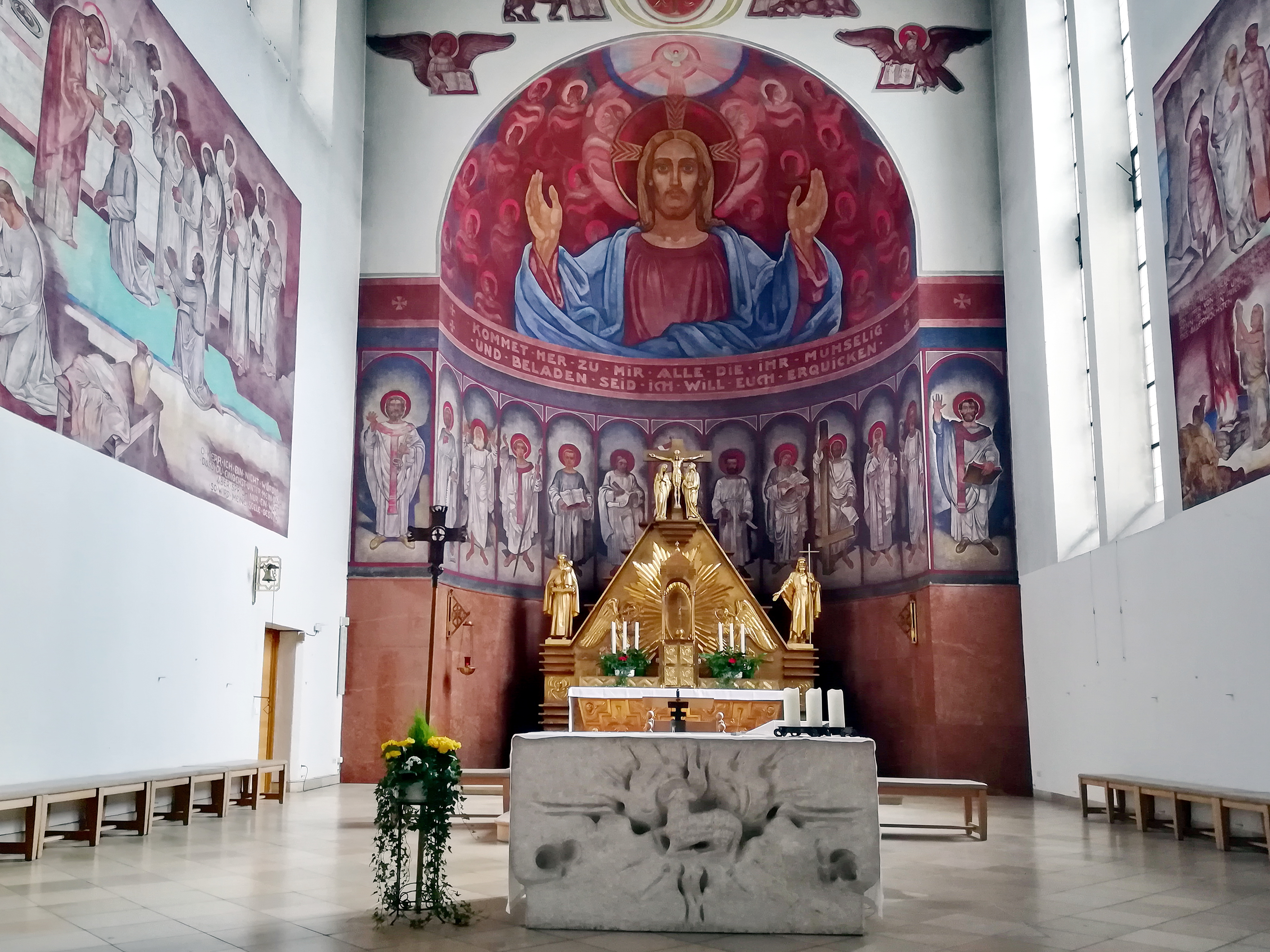
Fresken von Georg Winkler in der Antoniuskirche, Regensburg

Im Alter von 19 Jahren trat Georg Winkler am 11. November 1898 in die Naturklasse von Johann Caspar Herterich an der Königlichen Akademie der Bildenden Künste München ein. In seiner Vaterstadt München waren auch Carl von Marr und Wilhelm von Diez seine Lehrer. Dank eines staatlichen Stipendiums konnte er 1906 seine künstlerischen Anschauungen durch einen Italienaufenthalt vertiefen. An der Kunstakademie Düsseldorf ließ er sich von Josef Huber-Feldkirch zum Monumental- und Kirchenmaler vervollkommnen.
In Düsseldorf, wo er von 1911 bis 1930 dem Künstlerverein Malkasten angehörte und im Stadtteil Oberkassel lebte, präsentierte er auf der „Ausstellung für christliche Kunst“ im Jahr 1909 sein Gemälde des Hl. Isidor. Um 1937 lebte er in Nürnberg, später in Regensburg. Auf der Großen Deutschen Kunstausstellung war er im Jahr 1937 mit dem Stillleben Gummibaum vertreten. Winkler schuf unter anderem auch ein Kolossalfresko des Hl. Florian am Wasserturm der Heil- und Pflegeanstalt Mainkofen (1910) und Wandmalereien in der Heilstätte Donaustauf (1932). 
Für den 1928 fertiggestellten Neubau der Kirche St. Anton in Regensburg entwarf er das Konzept für die Innenausstattung der Kirche. In Zusammenarbeit mit Geistlichen und dem in Regensburg ansässigen Holzbildhauer Guido Martini entstanden Entwürfe für Hochaltar, Buntglasfenster (heute verloren) und Taufstein. Von 1928 bis 1938 erstellte er die Fresken als Mineralmalereien, deren Bilderfolgen zwar traditionell gestaltet sind, jedoch durch Verbindungen mit zeitgenössischen Darstellungen auch ganz eigene Akzente haben und Beispiele sind für Inkulturation.